# Chen Xiaofang
Chen Xiofang – chińska zapaśniczka walcząca w stylu wolnym. Mistrzyni świata wojskowych w 2016 i 2017. Druga w Pucharze Świata w 2017 roku.